# Luca Maria Invrea
Luca Maria Invrea, né en 1624 à Gênes et mort en 1693 à Gênes, est un homme politique italien, 126e doge de Gênes du 13 août 1681 au 13 août 1683.